# 新华路街道 (石家庄市)
新华路街道，是中华人民共和国河北省石家庄市新华区下辖的一个乡镇级行政单位。

## 行政区划
新华路街道下辖以下地区：
北后社区、宁安小区社区、清真寺街社区和大厂街社区。